# Sonia Wieder-Atherton

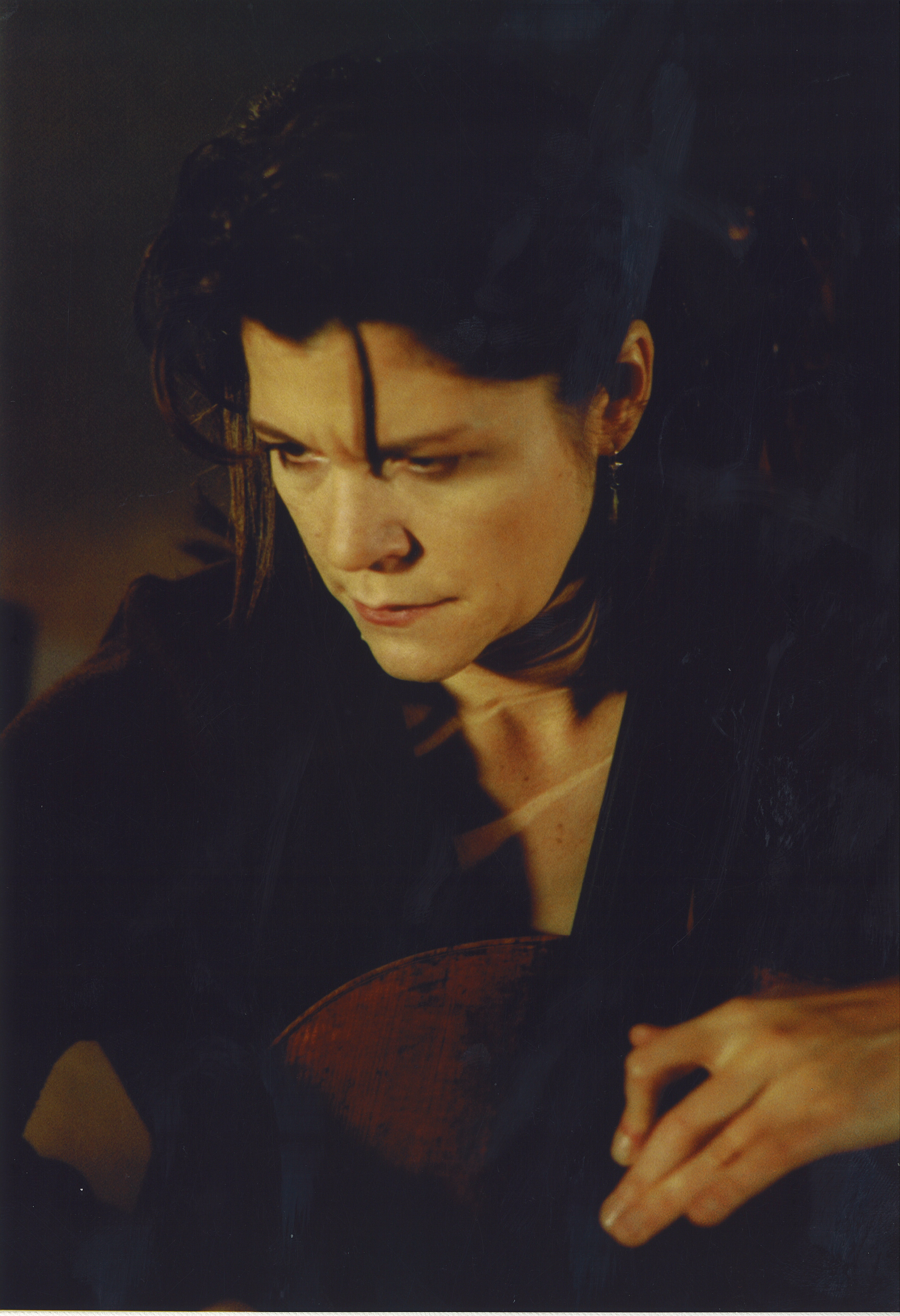
Sonia Wieder-Atherton

Sonia Wieder-Atherton (* 1961 in San Francisco) ist eine US-amerikanische Cellistin.

## Leben
Wieder-Atherton studierte am Conservatoire de Paris bei Maurice Gendron und nahm Meisterkurse bei Mstislaw Rostropowitsch. Im Alter von 19 Jahren setzte sie ihre Ausbildung am Moskauer Konservatorium bei Natalija Schachowskaja fort.
Nach ihrer Rückkehr nach Paris war sie 1986 Preisträgerin des Rostropowitsch-Wettbewerbes. In der Folgezeit trat sie als Solistin mit bedeutenden europäischen Orchestern wie dem Orchestre de Paris, dem Orchestre National de France, dem Orquestra Gulbenkian Lissabon, dem Philharmonischen Orchester von Luxemburg und dem NDR Sinfonieorchester Hannover auf.
Mehrere zeitgenössische Komponisten widmeten ihr Werke, darunter Pascal Dusapin, Georges Aperghis, Henri Dutilleux, Wolfgang Rihm, Betsy Jolas und Ivan Fedele. Als Kammermusikerin arbeitete sie u. a. mit den Pianisten Imogen Cooper, Georges Pludermacher, Laurent Cabasso und Elisabeth Leonskaja und den Geigern Jan Talich, Raphaël Oleg und Sylvia Marcovici zusammen.
Wieder-Atherton wirkte an mehreren Filmen als Cellistin und Komponistin mit und spielte mehrere Plattenaufnahmen ein.
Wieder-Atherton war mit der belgischen Filmemacherin Chantal Akerman liiert und wirkte zwischen 1986 und 2009 in mehreren Filmprojekten Akermans mit.

## Diskographie (Auswahl)
- 15 Chants Juifs pour Violoncelle et Piano (Adda 1989)
- Schubert*, Imogen Cooper, Raphael Oleg, Sonia Wieder-Atherton – Trios For Piano, Violin And Cello, "Arpeggione" Sonata (RCA 1998)
- Au Commencement Monteverdi, Beginning with Monteverdi (RCA 2001)
- En sonate (Duos mit der Pianistin Imogen Cooper und dem Geiger Raphaël Oleg)
- En concerto (Werke von Maurice Ravel, Béla Bartók und Dmitri Schostakowitsch mit der Sinfonia Varsovia unter János Fürst)
- Songs from Slavic Lands: Journey Down a Long-lost Path (Konzert für Cello und Kammerorchester mit Werken von Sergei Rachmaninow, Leoš Janáček, Sergei Prokofjew, Bohuslav Martinů, Witold Lutosławski, Ernst von Dohnányi und Gustav Mahler), 2009
- Bach, Johann Sebastian: Cello Suites Nos. 5 & 6, Alpha Classics, 2024

## Filmmusik
- 1989: Histoires d’Amérique: Food, Family and Philosophy
- 1992: Die Krise (La crise)
- 1996: Eine Couch in New York (Un Divan à New York)
- 2004: Morgen ziehen wir um (Demain on déménage)
- 2014: Die Sprache des Herzens (Marie Heurtin)